# 原日軍步兵第二聯隊官舍群

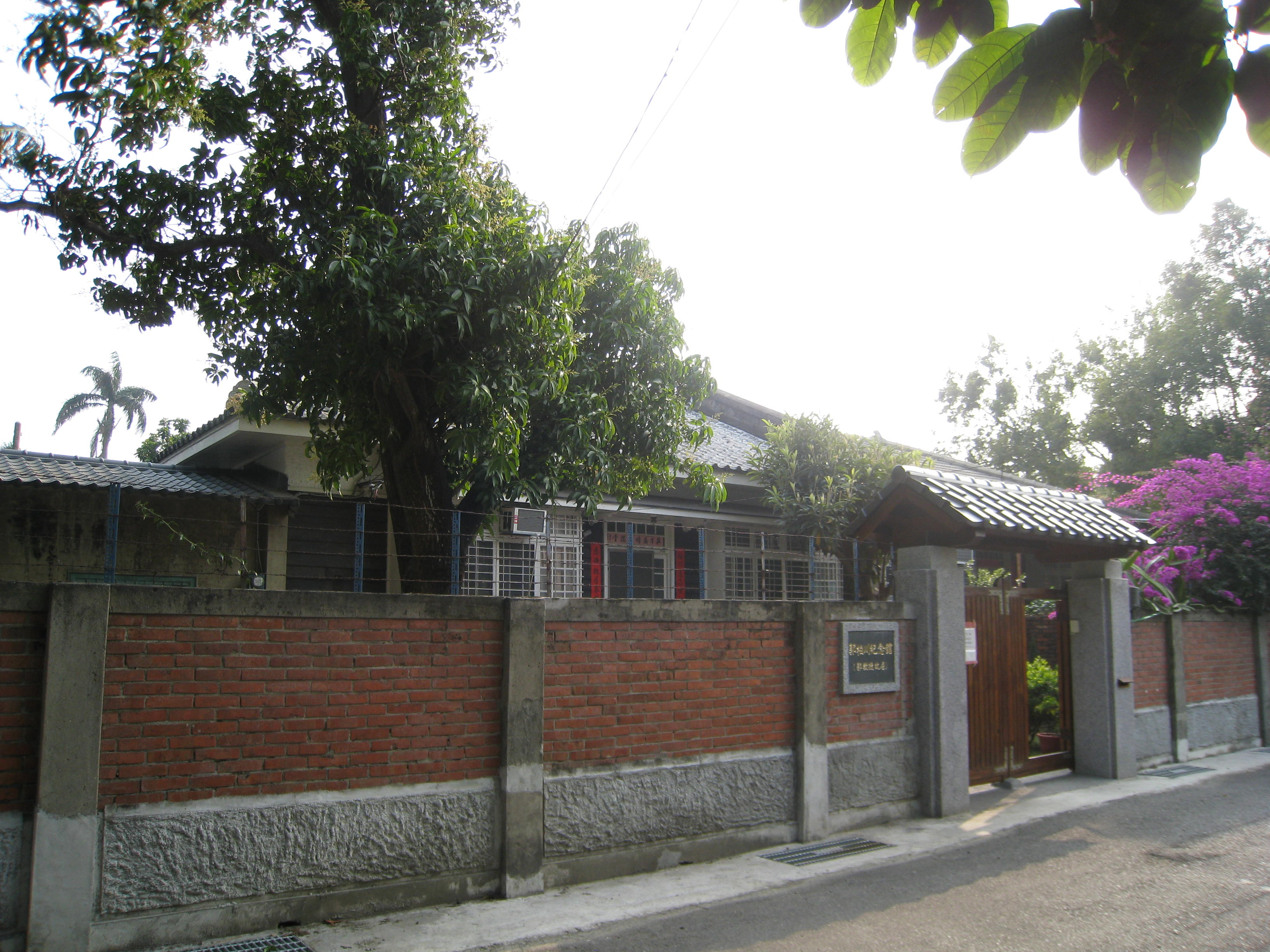
郭柏川故居

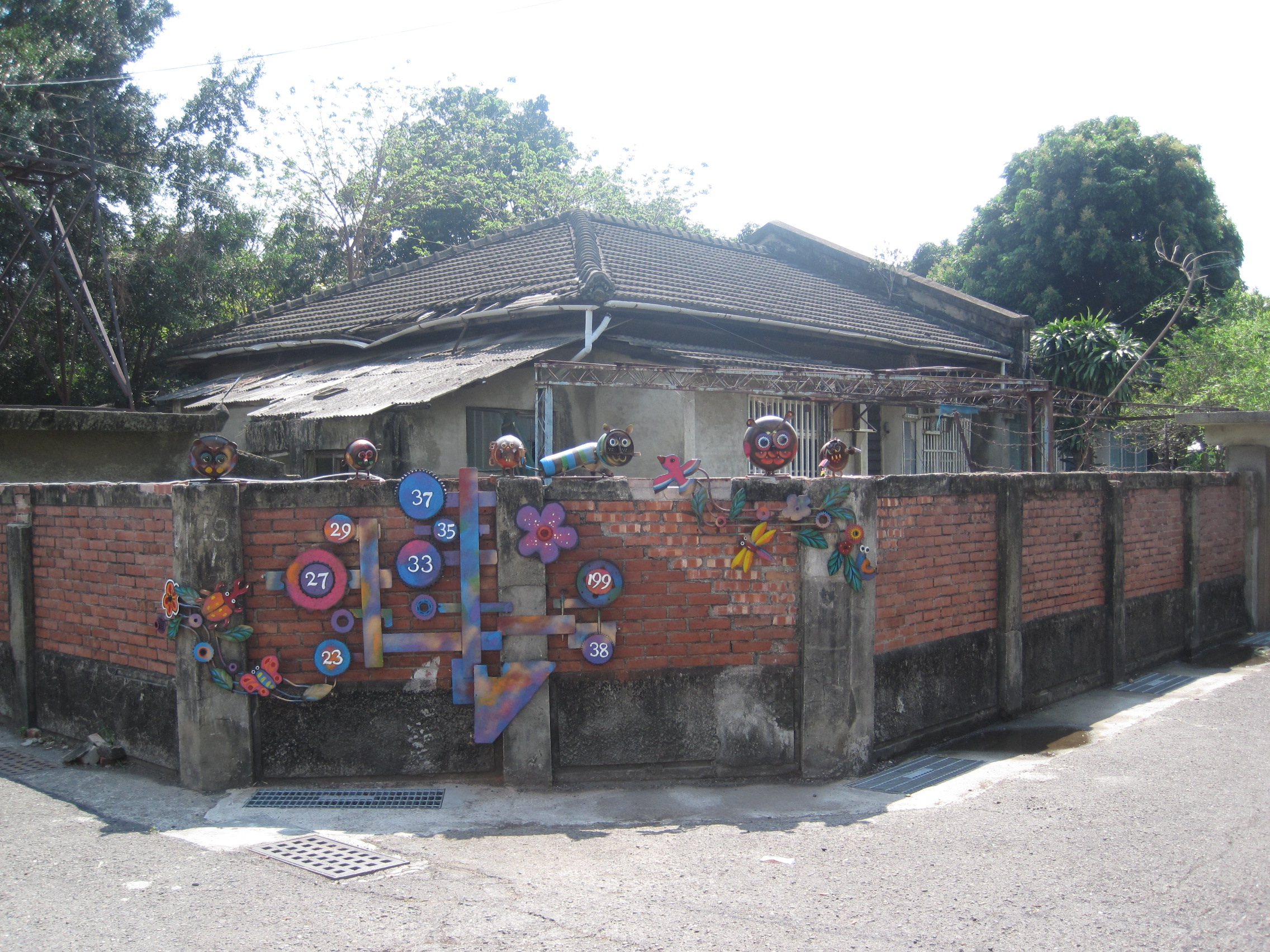
三二一巷藝術聚落一景

原日軍步兵第二聯隊官舍群位於臺南市北區，於民國九十二年（2003年）5月13日公告為古蹟。該區在臺灣日治時期屬於老松町，附近有山砲兵部隊與工兵營，二次大戰後成為成大教授宿舍。而在這些日式建築之中，其中一棟因為臺灣知名美術家郭柏川曾住過而設為其紀念館。2013年3月23日，該區正式掛牌成立「321巷藝術群聚」，有七個藝術團隊進駐。

## 沿革
此地在清朝時為臺灣府城總鎮衙署與左營的所在地，而在進入日治時期後，這裡改為山砲兵部隊與工兵營，該宿舍群遂被推測為軍官宿舍。
二次大戰結束進入民國時期後，山砲兵部隊改成了中華民國國軍的軍工配件廠，而現已撤走併入兵工整備發展中心。至於宿舍群則成為臺南高等工業學校（今國立成功大學）的教授宿舍。
2012年國防部將建築移交給臺南市政府管理後一度閒置，後來臺南市文化局先將其中七間宿舍進行整理，讓藝術團隊進駐。進駐的七個團隊分別是「台南人劇團」、「蔚龍藝術有限公司」、「林玉婷與林岱璇」、「那個劇團」、「臺南風景好」、「影響.新劇場」、「聚作聯合工作室」，於2013年3月23日正式進駐，並掛牌正式宣告「三二一巷藝術聚落」的成立。2020年正式啟動古蹟修復工程，至2023年底修復完工，2024年8月配合2024臺灣文化創意博覽會在台南舉辦，321巷藝術聚落成為展區之一。

## 建築特色
該宿舍群的建築多為雙併形式，即是兩戶房舍併成一個整體，中間隔著厚重的水泥牆。其屋舍為南北向，而巷道為東西向，而在屋子外圍還有約140坪綠意盎然的庭院。宿舍本身屋頂鋪上黑瓦，牆壁為木頭雨淋板，地板抬高且有推拉門，十足日式特色。

## 其他
- 防火空地（今湯德章紀念公園之前身）內豎立「兒玉壽像」，落成於1907年[7]，紀念臺灣第四任總督兒玉源太郎。壽像在二戰後遺失，2015年12月日在此處地板下尋獲。經鑑定，材質為雪花石膏[8]。

## 外部連結
- 原日軍步兵第二聯隊官舍群——文化部文化資產局 （页面存档备份，存于）